# Jan Smeets
Jan Smeets (Leiden, 5 d'abril de 1985), és un jugador d'escacs neerlandès, que té el títol de Gran Mestre des de 2004.
A la llista d'Elo de la FIDE del desembre de 2021, hi tenia un Elo de 2561 punts, cosa que en feia el jugador número 12 (en actiu) dels Països Baixos, i el 380è millor jugador del rànquing mundial. El seu màxim Elo va ser de 2669 punts, a la llista del juliol de 2010 (posició 67 al rànquing mundial).

## Resultats destacats en competició
Ha estat dos cops campió en els anys 2008 i 2010.
El 2013 fou 2n-14è (catorzè en el desempat) del Campionat d'Europa de 2012 amb 8 punts, a mig punt del campió Dmitri Iakovenko. Aquest bon resultat li valgué la classificació per a la Copa del Món de 2013 on fou eliminat a la primera ronda per Maksim Matlakov.

### Participació en olimpíades d'escacs
Smeets ha participat, representant els Països Baixos a tres Olimpíades d'escacs entre els anys 2008 i 2012, amb un resultat de (+9 =13 –5), per un 57,4% de la puntuació. El seu millor resultat el va fer a les Olimpíada del 2012 en puntuar 7½ de 10 (+6 =3 -1), amb el 75,0% de la puntuació, amb una performance de 2653.